# Pathibhara
Pathibhara (nep. पाथीभरा) – gaun wikas samiti we wschodniej części Nepalu w strefie Kośi w dystrykcie Sankhuwasabha. Według nepalskiego spisu powszechnego z 2001 roku liczył on 640 gospodarstw domowych i 3150 mieszkańców (1587 kobiet i 1563 mężczyzn).